# Tornado Alley

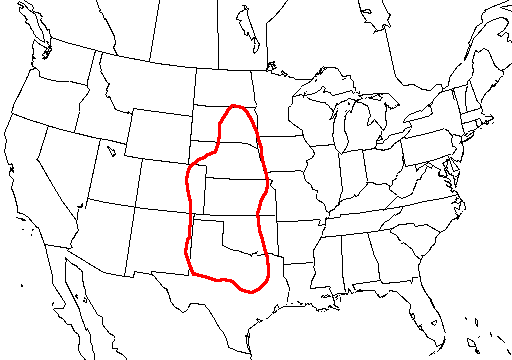
Coração da Tornado Alley

A Tornado Alley (em português, "Alameda dos Tornados") é um termo comum para designar a região central dos Estados Unidos cobrindo muitos estados ou parte de estados onde ocorrem  frequentemente tornados. Inclui as terras baixas que circundam o rio Mississippi, o rio Ohio e os vales do rio Missouri, bem com o sudeste dos Estados Unidos. Mesmo se nenhuma região dos EUA está totalmente livre do fenómeno dos tornados, estes são bem mais frequentes na região das grandes planícies entre as Montanhas Rochosas e os Montes Apalaches.
Os estados de Oklahoma, Kansas, Arkansas, Iowa e Missouri estão totalmente incluídos na Tornado Alley, bem como o nordeste do Texas, leste do Colorado, norte da Luisiana, centro e sul do Minnesota e Dacota do Sul, noroeste do Mississippi, centro e sul do Illinois, sudoeste do Indiana, e partes do centro, sudeste e sudoeste do Nebraska, pequenas áreas no extremo oeste do Tennessee e Kentucky e algumas zonas do Wisconsin.
Estatisticamente, a maioria dos tornados americanos produz-se no Texas. Pelo critério da superfície terrestre atingida, é a Florida que tem o mais forte índice de episódios de tornados mas a maior parte destes são fracos e não produzem  supercélulas tempestivas. O Oklahoma tem a maior taxa de grandes tornados super destruidores. 

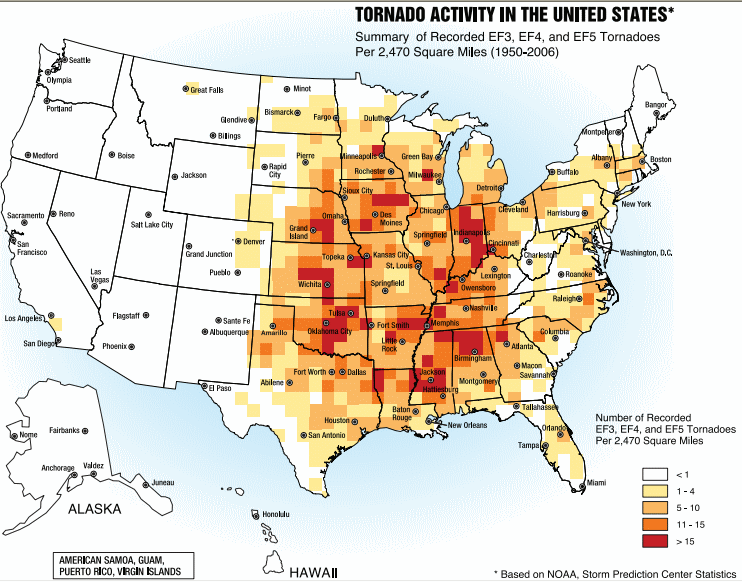
Actividade dos tornados nos Estados Unidos. As zonas mais escuras indicam a zona conhecida como Tornado Alley.

Esta abundância de tornados é possível pelo encontro de massas de ar frio vindas do Canadá e de ar quente vindas do golfo do México. O período do ano com maior frequência de tornados varia consoante as regiões. Em geral, a tornado alley tende a se deslocar mais para norte com o aquecimento primaveril e até ao Verão, e inversamente para sul com o arrefecimento outonal. No entanto, tecnicamente, as grandes planícies centrais podem ser consideradas como estando na tornado alley praticamente todo o ano, pois é lá que os «temperature swings », variações brutais de temperatura entre ar quente e ar frio são mais comuns. Pelo contrário, o nordeste e o oeste são as regiões menos afectadas por tornados.
No coração da Tornado Alley, as normas de construção são mais exigentes que noutros locais dos EUA, exigindo tectos reforçados e ligações mais fortes entre a construção e as suas fundações. Encontram-se também medidas de prevenção como células antitempestade ou sirenes de alarme para tornados. A consciência popular conhece o risco e a cobertura meteorológica oferecida pelas mídias locais está presente quase sempre.

## Tornados no Canadá
O Canadá registra a segunda maior frequência de tornados no mundo após os Estados Unidos. O número médio de tornados por área igual de terra é mais alta nas partes sul das províncias de Alberta, Saskatchewan, Manitoba e Ontário.
Aproximadamente metade de todos os tornados ocorrem nas pradarias canadenses, e o norte de Ontário até o leste do Great Lakes. Juntos, essas regiões compõem a fronteira mais ao norte do beco dos EUA. Tornados até F5 em intensidade já foram documentados nesta região.
Outro terço dos tornados canadenses atingem o sul das províncias de Ontário e Quebec, especialmente na região entre o Great Lakes e a capital do país, Ottawa. Tornados não costumam atingir regiões de Lake Shadow, embora eles não sejam desconhecidos, e alguns, como o tornado de Goderich/2011, foram violentos. No entanto, a maioria dos tornados de Ontário está concentrada em um corredor estreito de Windsor a Ottawa, bem como através de partes do centro da província de Quebec. Tornados até F4 em intensidade já foram documentados nesta região.
Nos anos mais recentes, uma tendência emergente sugeriu que o vale de Ottawa está vendo um número crescente de tornados frequentes e violentos. O surto de tornados na região da Capital Nacional de 2018 gerou um EF3+ e um EF2 que causou danos catastróficos a áreas em Ottawa e Gatineau. 2023 viu 5 tornados de intensidades variadas atingirem a região, incluindo dois tornados EF1 que atingiram o subúrbio de Barrhaven poucos minutos um do outro. Esse fenômeno, embora ainda nos estágios preliminares do estudo, levou alguns a nomear essa região como "Tornado Valley".
O clima do sudoeste de Ontário é fortemente influenciado por sua posição peninsular entre a região do Great Lakes. Como resultado, é provável que aumentos de temperatura nessa região aumentem a quantidade de precipitação em tempestades devido à evaporação do lago. O aumento dos contrastes de temperatura também pode aumentar a violência e possivelmente o número de tornados.
O norte de Ontário entre a fronteira de Manitoba e o Great Lakes também é propenso a tornados severos, mas acredita-se que os tornados nessa área sejam subestimados devido à população extremamente baixa nessa região.